# Parada wielkanocna
Parada wielkanocna – amerykański musical z 1948 roku z Judy Garland i Fredem Astaire’em w rolach głównych oraz muzyką Irvinga Berlina. Z filmu pochodzą słynne piosenki "Steppin’ Out With My Baby" oraz "We're a Couple of Swells".

## Obsada
- Judy Garland jako Hannah Brown
- Fred Astaire jako Don Hewes
- Peter Lawford jako Jonathan Harrow III
- Ann Miller jako Nadine Hale
- Jules Munshin jako François
- Clinton Sundberg jako Mike
- Jimmy Bates jako chłopiec w sklepie z zabawkami